# Đèo Khánh Lê
Đèo Khánh Lê là đèo núi trên Quốc lộ 27C ở vùng giáp ranh huyện Khánh Vĩnh, tỉnh Khánh Hòa và huyện Lạc Dương, tỉnh Lâm Đồng, Việt Nam .
Đỉnh đèo có độ cao đến 1700 m, ở ranh giới xã Sơn Thái, huyện Khánh Vĩnh, tỉnh Khánh Hòa và xã Đạ Chais, huyện Lạc Dương, tỉnh Lâm Đồng. Đỉnh ở gần đỉnh núi Hòn Giao. Đèo nằm ở thung lũng Khánh Vĩnh và bắc ngang qua cao nguyên Di Linh để lên cao nguyên Lâm Viên. Theo biển báo ở chân đèo bên huyện Khánh Vĩnh thì dường đèo dài 29 km, tuy nhiên có tư liệu nói đèo dài 33 km . Quốc lộ 27C là đường mới mở trên nền đường tỉnh 723, nối thành phố Nha Trang  (Khánh Hòa) với thành phố Đà Lạt (Lâm Đồng).

## Tên đèo
Do Quốc lộ 27C nối hai trung tâm du lịch lớn của Việt Nam, nhiều khách du lịch qua lại đã gọi tuyến đường là "nối liền hoa và biển", và đặt cho đèo nhiều tên khác nhau.
- Đèo Khánh Lê do quản lý giao thông đặt và ghi trên bảng tên ở chân đèo;[6]
- Đèo Omega do theo có dạng chữ Ω;[7]
- Đèo Hòn Giao gọi theo núi Hòn Giao cao 2062 m 12°12′49″B 108°42′58″Đ / 12,213636°B 108,716037°Đ;
- Đèo Bidoup gọi theo tên Vườn quốc gia Bidoup;
- Đèo Long Lanh gọi theo tên buôn K'Long K'Lanh xã Đạ Chais, huyện Lạc Dương, là buôn của người K'Ho ở chân đèo phía tỉnh Lâm Đồng 12°08′35″B 108°38′51″Đ / 12,14316°B 108,647472°Đ;[2]
- Đèo Khánh Vĩnh gọi theo tên huyện Khánh Vĩnh.

## Về kỷ lục đèo dài nhất Việt Nam
Một số người coi Đèo Khánh Lê dài 33 km là "đèo dài nhất Việt Nam". Tuy nhiên điều này sai.
Đến năm 2019, đèo dài nhất Việt Nam là Đèo Ô Quy Hồ (dài gần 50 km, nằm ở ranh giới giữa hai tỉnh Lào Cai và Lai Châu). Đèo Pha Đin (dài 32 km, nằm ở ranh giới giữa hai tỉnh Sơn La và Điện Biên) tranh chấp vị trí thứ hai, nếu coi Đèo Khánh Lê chỉ dài 29 km theo biển báo ở chân đèo bên huyện Khánh Vĩnh 12°16′47″B 108°54′29″Đ / 12,279782°B 108,908147°Đ.